# Hoplodrina euryptera
Hoplodrina euryptera là một loài bướm đêm trong họ Noctuidae.